# Héctor & Tito
Héctor & Tito fue un dúo puertorriqueño, considerado uno de los más influyentes del género del reguetón, compuesto por Héctor el Father —Héctor Delgado Román— y Tito el Bambino —Efraín Fines Nevárez—.
Una de sus canciones más conocidas fue el sencillo «Baila morena». Entre sus éxitos se puede encontrar canciones como: «Mataron un inocente», «Que será», «Amigo padre», «Voy subiendo», «Cae La Noche», «Me Andan Buscando», «Gata celosa», «Villana», «A Que No Te Atreves», «Tra, Tra», «Perreo Baby», «Llego a la disco», «Felina» entre otros.

## Carrera musical
El dúo inició su carrera musical en 1995. En 1998, lanzaron su primer álbum: Violencia musical. Durante sus años de dueto, los bambinos eran los artistas del género más buscados por los productores (DJ Eric, DJ Nelson, Alex Gárgolas, Luny Tunes, Noriega, etc).
Protagonizaron el primer mega concierto de la historia de la música urbana de Puerto Rico;[cita requerida] se llevó a cabo el 4 de octubre del año 2002 en el Coliseo Roberto Clemente. Al año siguiente fueron galardonados por los Premios Billboard Latinos en la categoría de Álbum Rap Latino del Año, por A la Reconquista, ganando terreno en colaboraciones con cantantes como Gilberto Santa Rosa.
En 2005, el dúo anunció su separación. Cada uno empezó su carrera como solistas. Luego de esto el integrante del dúo Héctor Delgado se aleja totalmente de su carrera musical en el año 2008 y se enfoca en el cristianismo protestante. De ahí en adelante se dedica a conferencias y entrevistas para hablar de su experiencia de vida personal.

## Discografía

#### Álbumes de estudio
- 1998: Violencia musical
- 2000: Nuevo milenio
- 2002: A la reconquista

#### Álbumes en vivo
- 2004: La historia Live

#### Álbumes recopilatorios
•  2002: Lo De Antes 
- 2005: Season Finale
- 2007: The Ultimate Urban Collection